# Szentgyörgyi István (szobrász)

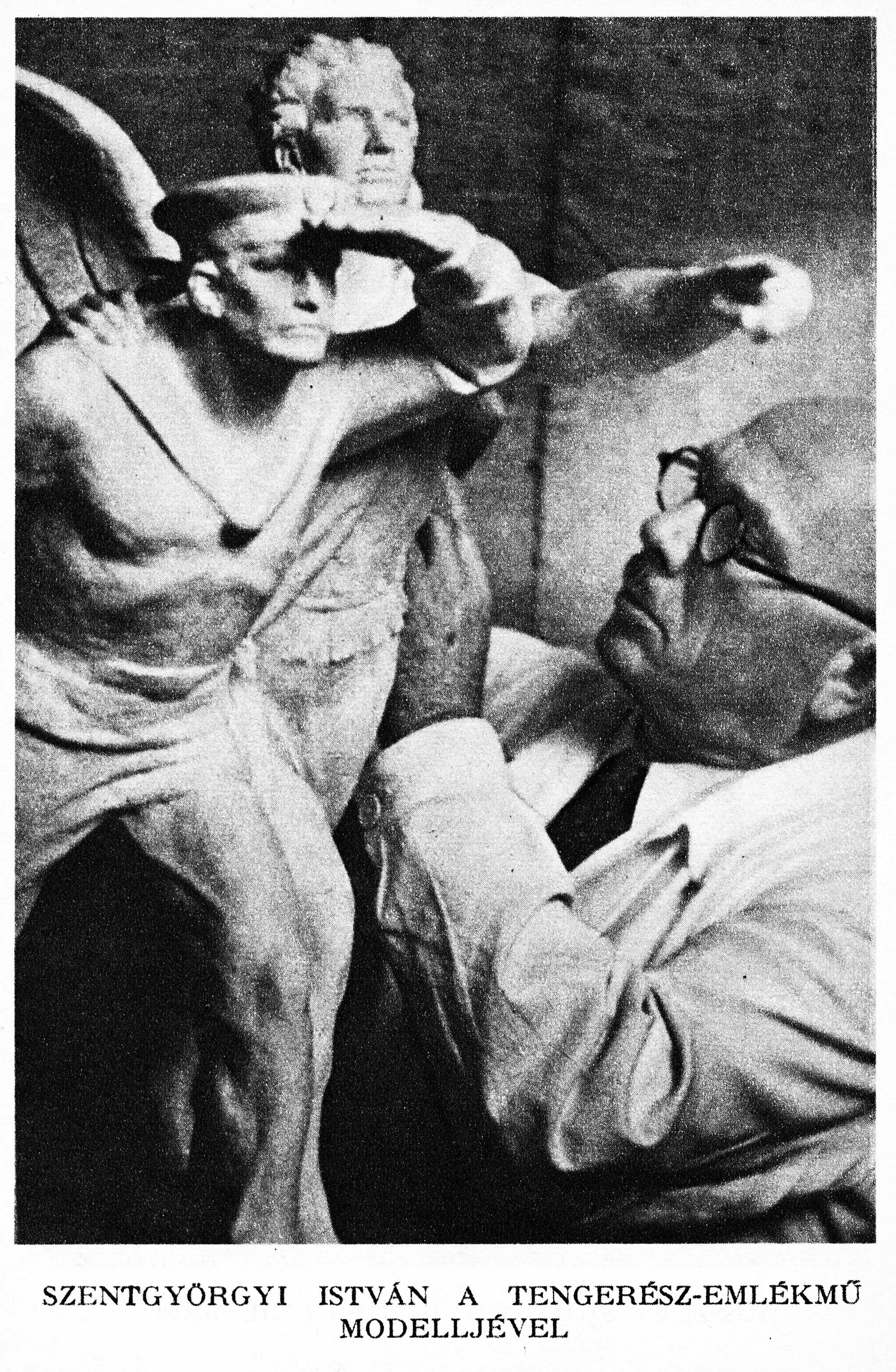
Szentgyörgyi István nem sokkal halála előtt

Szentgyörgyi István, Schreiner (Bégaszentgyörgy, 1881. június 20. – Budapest, Kőbánya, 1938. szeptember 28.) magyar szobrász.

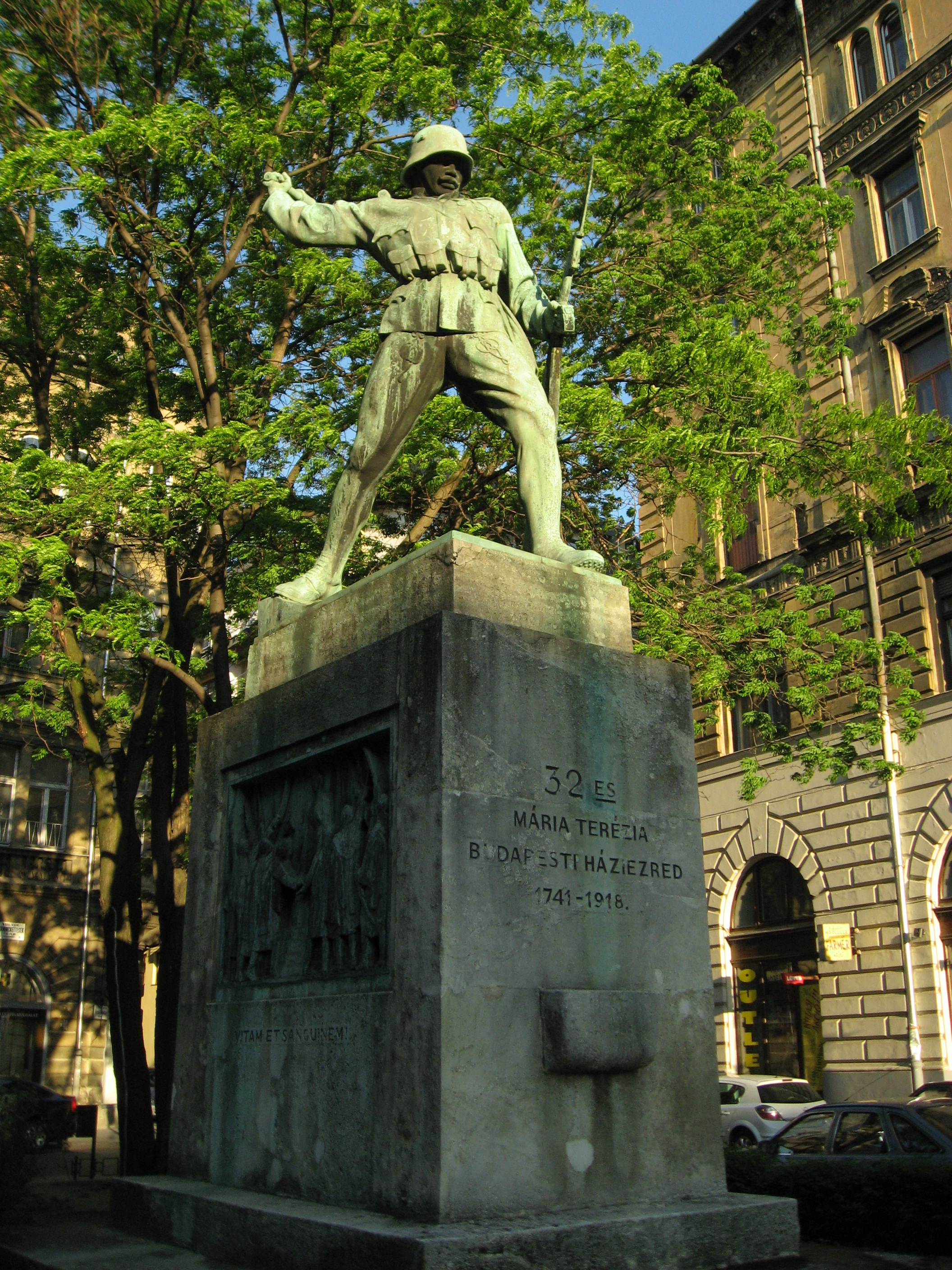
A 32. gyalogezred emlékműve (1933). Első világháborús emlékmű. Bronz és mészkő. Budapest, VIII. kerület, Harminckettesek tere

## Életpályája
Schreiner István és Bransovszky Julianna fia. Az elemi iskola és a gimnázium első osztályának elvégzése után - Kaufmann István akkori bégaszentgyörgyi tanítójának tanácsára - az akkor induló szegedi fa és fémipari szakiskolába került, ahol egyebek közt fafaragást tanult. Az iskola elvégzését követően Zürichben tanult kőfaragást. Majd állami ösztöndíjjal került a budapesti Iparművészeti Főiskolára, Mátrai Lajos György osztályába. A főiskola sikeres elvégése után három éven át főképp iparművészeti tárgyak készítéséből élt. Egyéves sorkatonai szolgálat után, 1905 őszén, magán ösztöndíjjal Brüsszelbe utazott, és 1905 és 1910 között a brüsszeli akadémián tanult, első két esztendőben van der Stappen osztályában. Az Akadémián több első díjat kapott munkáira (Médaille en Vermeil). A jó tanulmányi előmenetele révén jogosult lett egy kis különálló műterem bérlésére Brüsszelben, az Akadémián. Itt készítette el a Panasz című egész alakos alkotásait, amelyet 1908-ban hazahozatott és a téli tárlaton kiállította. Rökk Szilárd-díjat kapott érte, sőt megvásárolta tőle az állam. A kapott jövedelemből még további két esztendőre tudott visszatérni Brüsszelbe tanulmányai folytatása végett, és műtermében olyan alkotások születtek még mint a Teniszező, vagy az életnagyságú Kígyóbűvölő című szobra. Ez utóbbit kiállította a brüsszeli nemzetközi kiállításon, amelyért bronzérmet kapott (1910), később itthon a Lipótvárosi Kaszinó díját nyerte el vele. 1910 nyarán hazatért, és két évig főképp kisebb alkotások kerültek ki a keze alól. 1912-ben a nagyváradi Tisza Kálmán szoborpályázatot nyerte meg, 1913-ban ennek a kivitelezési munkáit is. 1913-ban második díjat kapott az Erzsébet királyné szoborpályázaton. 
1914-ben a háború kitörését követő mozgósításkor Szegedre vonult be, és szolgálatot is itt látott el 1916 elejéig, amikor is az Erzsébet szoborpályázat sikerére való tekintettel felmentették a szolgálat alól. 1916 végén le is szerelhetett a katonaságtól, és újból dolgozni kezdett. 1917-ben a Műcsarnokban kiállított Portréját megvásárolta az állam, 1918-ban egy másik portréjával állami aranyérmet nyert. A Műcsarnok tárlatán kiállított Díszkút-kompozícióját megvásárolták a bővülő Gellért Szálló számára. Az Anya szobra elnyerte a céhbeliek szakmai kitüntetésének ezüst fokozatát.   
1925-ben lett a Képzőművészeti Főiskola tanára. Számos kitüntetést, aranyérmet és díjat nyert. Készített emlékműveket, hősi emléket (Budapest, Soroksár, Kiskunhalas), síremléket és díszkutat (Szabó Ervin tér) is. Neoklasszicista stílusban alkotott. Műveiből 1921-ben gyűjteményes kiállítást rendezett az Ernst Múzeum. 14 szobra megtalálható a Magyar Nemzeti Galériában, Bigéző fiújának egyik példányát a római modern múzeum őrzi, amely egyébként annak idején a főváros nagydíját kapta meg.
Halálát szívkoszorúér-rögösödés, érelmeszesedés okozta. Felesége Karácsony Ilona volt.
„Ne teoretizálj! Megvetek minden jelszóművészetet. A szobrász kifejező eszköze egyes-egyedül a forma. Minden érzés, eszme, vagy ötlet, amely a formák világán kívül esik, közvetlenül hasznavehetetlen rám nézve, amikor alkotásról van szó. A formákat látni, ismerni, de főleg szeretni kell, hogy ne vétkezzünk ellenük" - mondta élete munkásságának mintegy összefoglaló hitvallásául Szentgyörgyi István.

## Nevezetesebb művei
- Bigéző, 1920
- Dél szobra, Budapest 1921
- Herczeg Ferenc portréja, 1920
- Mécses, 1923
- Szilády Áron, Kiskunhalas, 1927
- Fiam kutyával, 1927
- Harminckettesek emlékműve, 1933
- Réti István portréja